# Ansar al Islam
Ansar al Islam (Árabe: أنصار الإسلام Anṣār ʾal-Īslām, "Partidarios del Islam", también conocida como Ansar al-Islam fi Kurdistan; Árabe: أنصار الإسلام في كردستان, e incluso acortada como AAI,) es una organización terrorista suní cuyo nombre significa ‘seguidores del islam’ y que tiene por objetivo crear un Estado islámico en el Kurdistán. Vinculada a Al Qaeda.  El grupo tiene una importante presencia en Irak y Siria.
Fue establecido en el norte de Irak por exmiembros de al-Qaeda en 2001 como un movimiento salafista islamista que impuso una aplicación estricta de la Sharia en las aldeas que controlaba alrededor de Biyara al noreste de Halabja, cerca de la frontera iraní. Su ideología sigue una interpretación literal del Corán y promueve un retorno a lo que afirma es el ejemplo de los primeros musulmanes (Salaf).
Después de la Invasión de Irak de 2003, el grupo se convirtió en un grupo insurgente que luchó contra el Gobierno Regional del Kurdistán y la Fuerza Multinacional dirigida por Estados Unidos y sus aliados iraquíes. El grupo continuó luchando contra el gobierno iraquí tras la retirada de las tropas estadounidenses de Irak, y envió miembros a Siria para luchar contra el Gobierno de Bashar al-Ásad tras el estallido de la guerra civil siria. El grupo era una organización terrorista designada en las Naciones Unidas, Australia, Canadá, Israel, el Reino Unido y los Estados Unidos, esto por ser una afiliada conocida de la red al-Qaeda.
El 29 de agosto de 2014, en un comunicado en nombre de 50 líderes y miembros de Ansar al-Islam anunció que el grupo se fusionaría con el Estado Islámico de Irak y el Levante, disolviendo así oficialmente la organización. Sin embargo, algunos pequeños elementos dentro de Ansar al-Islam rechazaron esta fusión y continuaron funcionando como una organización independiente. Cuando una guerrilla kurda desconocida surgió en 2017, los funcionarios de seguridad e inteligencia iraquíes argumentaron que se trataba de una fachada de Ansar al-Islam, que al parecer todavía tenía cientos de combatientes que operan en las Montañas Hamrin.

## Historia

### Formación
Ansar al-Islam se formó en septiembre de 2001 a partir de una fusión de Jund al-Islam (Soldados del Islam), liderado por Abu Abdullah al-Shafi'i, y una escisión del Movimiento Islámico del Kurdistán dirigido por Mullah Krekar. Krekar se convirtió en el líder de la fusionada Ansar al-Islam, que se opuso a un acuerdo entre IMK y el grupo kurdo dominante en el área, la Unión Patriótica del Kurdistán (PUK). Posteriormente, el grupo se alió a Al-Qaeda y supuestamente recibió fondos directos de la red terrorista.
Los dos grupos disidentes de IMK que formaron Jund al Islam el 1 de septiembre de 2001, tuvieron algunos éxitos tempranos en el campo de batalla en el mismo mes cuando mató a 42 combatientes de PUK en una emboscada, lo que los llevó a atraer a más líderes de IMK a sus filas, el 10 de diciembre de 2001, el grupo se hizo conocido como AAI (Ansar al-Islam). Otro ataque relevante fue el 3 de abril del 2002, cuando cuatro personas resultaron heridas tras la detonación de un explosivo a base de TNT en un puesto de control iraquí. Entre los heridos se encontraba uno de los perpetradores.
Ansar al-Islam inicialmente comprendía aproximadamente 300 hombres, muchos de ellos veteranos de la Guerra afgana-soviética, y una proporción no era ni kurda ni árabe. Durante su estancia en la región de Biyara, cerca de la frontera iraní, hubo denuncias de apoyo logístico de "facciones poderosas en Irán".
Las raíces de Ansar al-Islam se remontan a mediados de la década de los 90´s. El grupo está formado por varias facciones islamistas que se escindieron del Movimiento Islámico del Kurdistán (IMK). En 2001, poco antes de los ataques del 9/11, líderes de varias facciones islamistas kurdas visitaron a los líderes de al-Qaeda en Afganistán con la intención de crear una base para al-Qa'ida en el norte de Irak. Un documento encontrado en Kabul declaraba los objetivos de los grupos, que eran "expulsar a esos judíos y cristianos del Kurdistán y unirse al camino de la jihad, [y] gobernar cada pedazo de tierra ... con la regla de la Sharia islámica". Esto también fue confirmado por "Los Angeles Times", basado en entrevistas con un prisionero de Ansar, que declaró que en octubre del 2000, los líderes islamistas kurdos enviaron yihadistas a los campos de Bin Laden. Recibieron el mensaje de Bin Laden de que las células islámicas kurdas deberían unirse.

### Antes de la guerra en Irak (2002)
Tras su fundación, Ansar al-Islam declaró la guerra a todos los partidos políticos laicos en el Kurdistán iraquí, a lo largo de 2002, AAI llevó a cabo ataques y asesinatos de estos grupos kurdos, particularmente miembros de alto nivel del PUK, además de participar en batallas y escaramuzas con el PUK. Los ataques permitieron a la AAI hacerse con un espacio para imponer su forma de gobierno islamista en el noreste de Irak bajo su fundador y líder espiritual Mullah Krekar. Se implementó la Ley Sharia, reforzándola mediante el bombardeo de empresas que consideraba islámicas, ataques con ácido a mujeres que consideraba vulgares y decapitación de aquellas que consideraba apóstatas.
Bajo el control de Ansar al-Islam, las aldeas estaban sujetas a duras leyes de la sharia; los instrumentos musicales fueron destruidos y se prohibió cantar. La única escuela para niñas de la zona fue destruida y se quitaron todas las fotos de mujeres de las etiquetas de las mercancías. Los santuarios sufíes fueron profanados y los miembros del Kaka'i (un grupo religioso también conocido como Ahl-e Haqq) se vieron obligados a convertirse al Islam o huir. Los ex prisioneros del grupo también afirman que Ansar al-Islam solía utilizar torturas y palizas severas cuando interrogaba a los prisioneros. También se ha informado de decapitaciones de prisioneros.
A finales de 2001 y principios de 2002, la AAI recibió una afluencia de yihadistas extranjeros (en su mayoría árabes) que huían de Afganistán tras la invasión de Afganistán de 2001, incluido Abu Musab al Zarqaui. Antes de la invasión estadounidense de Irak en 2003, equipos paramilitares de la División de Actividades Especiales (SAD por sus siglas en inglés) y el 10.º Grupo de Fuerzas Especiales del Ejército entraron en Irak y cooperaron con la Unión Patriótica del Kurdistán y los Peshmerga para atacar Ansar al-Islam. Juntos lanzaron la Operación Martillo Vikingo en marzo de 2003 que asestó un gran golpe al grupo terrorista que resultó en la muerte de un número sustancial de terroristas y el descubrimiento de una potencial instalación de armas químicas en Sargat.  Después de que unos quince reporteros extranjeros visitaron Sargat y buscaron en otra ubicación que se suponía que era la fábrica de armas químicas de la que habló Colin Powell, no vieron nada pero se preparó un estudio para ser estaciones de radio y televisión. Se refieren al lugar como realmente una fábrica se basan en la propaganda de los opositores de Ansar al-Islam.

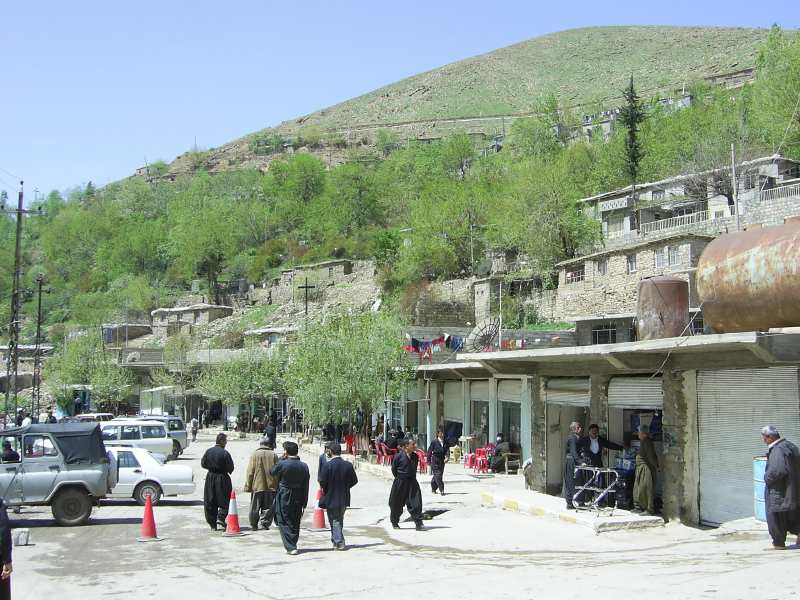
El pueblo de Biyara, base principal de Ansar al Islam entre 2001 y 2003.

### Guerra de Irak
En septiembre de 2003, miembros de Ansar al-Islam que habían huido a Irán después de la operación conjunta de 2003 de las fuerzas iraquíes y estadounidenses contra ellos anunciaron la creación de un grupo llamado Jamaat Ansar al-Sunna, que fue dedicado a expulsar a las fuerzas de ocupación estadounidenses de Irak. Ansar al-Sunna se convirtió en un destacado grupo insurgente activo en el llamado Triángulo sunita, llevando a cabo secuestros, atentados suicidas con bombas y ataques de guerrilla.
En noviembre o diciembre de 2007, el grupo Ansar al-Sunna reconoció formalmente que derivaba de Ansar al-Islam y volvió a usar ese nombre.

### Insurgencia iraquí (posterior a la retirada de EE. UU.)
Ansar al-Islam permaneció activo después de la retirada de las tropas estadounidenses de Irak de 2011, participando en la insurgencia contra el gobierno central de Irak. El grupo ha denunciado ataques contra las fuerzas de seguridad iraquíes, en particular alrededor de Mosul y Kirkuk.

### Guerra civil siria
Ansar al-Islam ha establecido una presencia en Siria para participar en la guerra civil siria, inicialmente con el nombre de "Ansar al-Sham", pero tiempo después usando su nombre original. El grupo se coordinó con las Brigadas Ahfad al-Rasul para bombardear los recintos militares sirios en Damasco en agosto de 2012. También jugó un papel en la Batalla de Alepo coordinándose con otros grupos salafistas, incluido el Frente al-Nusra de Al-Qaeda y el Frente Islámico. Las unidades sirias de Ansar al-Islam en Alepo permanecieron independientes cuando la facción principal se unió al Estado Islámico en 2014.
En 2016, lucharon junto al Frente al-Nusra durante una gran ofensiva en la ciudad. Según los informes, un comandante militar del grupo, Abu Layth al-Tunisi, murió en combate durante esta operación, probablemente al suroeste de Alepo. En julio de 2018, la facción siria de Ansar al-Islam (que no debe confundirse con el grupo sirio Ansar al-Sham, que luchó en la misma zona) estaba activa en la gobernación de Latakia, atacando los puestos de avanzada locales del ejército sirio.En marzo de 2019, comenzaron a atacar a las fuerzas turcas en el norte de Siria.

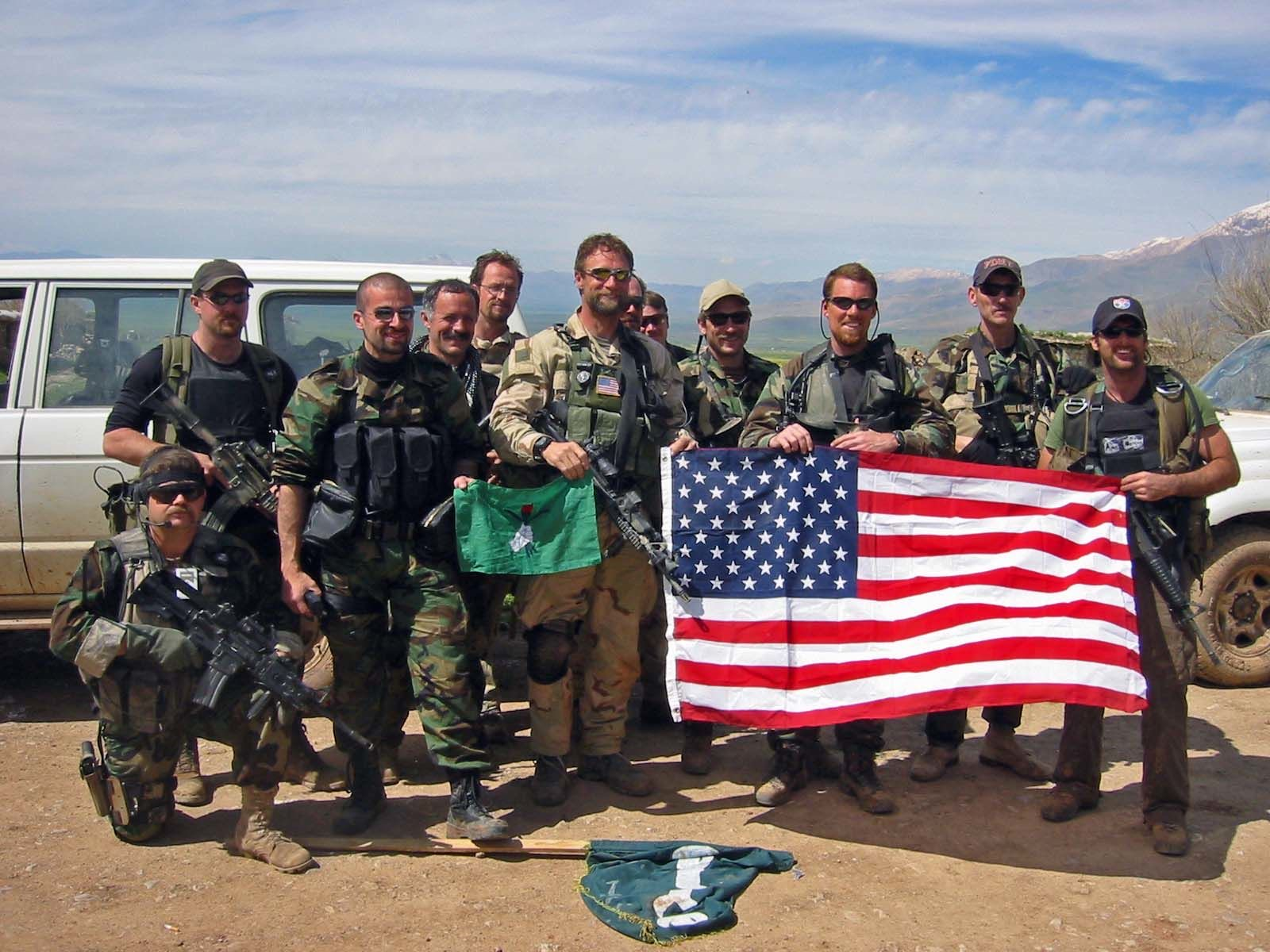
Miembros del ejército estadounidenses y Peshmerga

### Reaparición reportada en Irak
Después de la derrota de ISIL y la captura de Tuz Khurmatu por las Fuerzas de Movilización Popular turcomanas y chiitas durante el conflicto iraquí-kurdo de 2017, la ciudad y sus alrededores fueron objeto de ataques con cohetes casi a diario por parte de una facción militante que usaba una bandera blanca con la espinilla de un león. Estas "banderas blancas", dirigidas por Assi Al-Qawali, al parecer estaban formadas por militantes kurdos, excombatientes del EIIL y partidarios del Partido Democrático del Kurdistán que afirmaban estar luchando para "liberar las tierras kurdas, ocupadas por las milicias chiitas iraníes". Los funcionarios de seguridad e inteligencia iraquíes dijeron que los informes de inteligencia hacían probable que este nuevo grupo fuera una organización fachada de Ansar al-Islam, que, según se informa, todavía tenía cientos de combatientes operando en las montañas Hamrin.
El 30 de octubre del 2019, Ansar al-Islam se atribuyó la responsabilidad de un ataque con IED contra un vehículo de las Fuerzas de Movilización Popular en la Gobernación de Diala, en el noreste de Irak.

## Presuntos vínculos con el régimen de Saddam Hussein
En un informe de "Análisis especial" fechado el 31 de julio de 2002, la Agencia de Inteligencia de Defensa de Estados Unidos (DIA) concluyó lo siguiente con respecto a las posibles conexiones entre el régimen de Saddam y Ansar al-Islam: "El régimen iraquí busca influir y manipular los eventos políticos en los kurdos -controlado en el norte y probablemente tiene algún tipo de activos en contacto con Ansar al-Islam, ya sea a través del enlace o mediante la penetración de un activo de inteligencia ".
En enero de 2003, Estados Unidos alegó que Ansar al-Islam proporcionaba un posible vínculo entre Saddam Hussein y al-Qaeda, y dijo que se preparara para revelar nuevas pruebas de ello.
El líder de Ansar Mullah Krekar en enero de 2003 negó los vínculos de Ansar con el gobierno de Saddam Hussein. El experto en terrorismo estadounidense Rohan Gunaratna en enero de 2003 acordó con Krekar que los vínculos de Ansar con el gobierno iraquí nunca se probaron. En febrero de 2003, el entonces Secretario de Estado de los Estados Unidos Colin Powell dijo al Consejo de Seguridad de las Naciones Unidas, "Bagdad tiene un agente en los niveles más altos de la organización radical, Ansar al-Islam , que controla este rincón de Irak. En 2000, este agente ofreció a Al Qaida refugio seguro en la región. Después de que barrimos a Al Qaida de Afganistán, algunos de sus miembros aceptaron este refugio seguro ".
En marzo-abril de 2003, la BBC informó que un oficial de inteligencia iraquí capturado había indicado que un líder de alto rango de Ansar, Abu Wail, era un oficial de inteligencia iraquí. Si eso era cierto, entonces el régimen de Saddam tenía cierta influencia en Ansar, dijo la BBC.] El interés de Saddam podría haber sido tener a Ansar como una fuerza que se opone directamente a la independencia kurda en el norte de Irak, dijo la BBC.
El Informe del Senado sobre inteligencia de antes de la guerra en Irak, publicado en 2004, concluyó que Saddam "estaba al tanto de la presencia de Ansar al-Islam y al-Qaeda en el noreste de Irak, pero la presencia de los grupos se consideraba una amenaza para el régimen y los iraquíes. El gobierno intentó realizar operaciones de recopilación de inteligencia contra ellos. La Agencia de Inteligencia de Defensa (DIA) declaró que la información de los detenidos de alto rango de Ansar al-Islam reveló que el grupo veía al régimen de Saddam como un apóstata y negaba cualquier relación con él".
El Comité Selecto de Inteligencia de EE. UU. En septiembre de 2006 volvió a afirmar que: "La información de la posguerra revela que Bagdad veía a Ansar al-Islam como una amenaza para el régimen y (...) intentó recopilar información de inteligencia sobre el grupo".
Después de que Powell dejó el cargo, en 2008 reconoció que era escéptico de las pruebas que se le presentaron para el discurso de febrero de 2003. En una entrevista, le dijo a Barbara Walters que consideraba ese discurso una "mancha" en su historial y que se sintió "terrible" por las afirmaciones que hizo en el discurso que resultaron ser falsas. Dijo: "Había algunas personas en la comunidad de inteligencia que sabían en ese momento que algunas de estas fuentes no eran buenas y no se debería confiar en ellas, y no hablaron. Eso me devastó". Cuando se le preguntó específicamente sobre una conexión entre Saddam y al-Qaeda, Powell respondió: "Nunca he visto una conexión...No puedo pensar de otra manera porque nunca había visto pruebas que sugirieran que existiera".

## Recaudación de fondos en Suecia
Ali Berzengi y Ferman Abdullah, propietario de un puesto de falafel en Estocolmo, recaudaron dinero para lo que, según ellos, eran niños pobres y musulmanes. Luego, el dinero se transfirió a través del puesto de comida de Abdulla, utilizando el sistema de transferencia hawala. El Servicio de Seguridad Sueco fue informado en 2002 de que personas en Suecia habían transferido dinero a Ansar al-Islam. El 19 de abril de 2004, Berzengi y Abdulla fueron arrestados junto con otro iraquí, Shaho Shahab, y Bilal Ramadan, de origen libanés. Ramadan fue puesto en libertad en septiembre después de que un tribunal determinara que no había pruebas suficientes para mantenerlo bajo custodia. Shahab fue liberado en diciembre después de que el gobierno decidiera deportarlo a Irak. Sin embargo, dado que Shahab corre el riesgo de ser condenado a muerte en su país de origen, la deportación no se ha llevado a cabo. En el apartamento de Abdulla, la policía encontró una carta de un hombre que afirmó haber estado en contacto con Abu Musab al-Zarqawi, el líder de al-Qaeda en Irak, así como un manual detallado sobre cómo usar un lenguaje codificado.
El 12 de mayo de 2005, Abdulla y Berzengi fueron condenados por el Tribunal de Distrito de Estocolmo por "planificación de delitos terroristas" y "planificación de la devastación pública" de acuerdo con la ley sueca. Según el tribunal, habían transferido aproximadamente un millón de coronas suecas a Ansar al-Islam. Según el tribunal, había pruebas contundentes de que el dinero recaudado tenía el propósito específico de financiar ataques terroristas. Gran parte de la evidencia presentada consistió en escuchas telefónicas secretas de fuentes de inteligencia estadounidenses y alemanas. En las grabaciones, Abdulla y Berzengi utilizaron un lenguaje codificado para describir los ataques. Berzengi, quien según el tribunal fue el líder de los dos, fue sentenciado a siete años de prisión y Abdulla a seis años. El Tribunal de Apelación de Svea luego redujo las sentencias a cinco años para Berzengi y cuatro años y medio para Abdulla. La apelación ante la Corte Suprema fue denegada.
La condena de Berzengi y Abdulla fue la primera desde que entró en vigor la nueva legislación antiterrorista sueca el 1 de julio de 2003. También fue la primera condena en Europa Occidental de personas que financian el terrorismo.